# Герардески, Филиппо Мария
Филиппо Мария Герардески (итал. Filippo Maria Gherardeschi; 1738 год, Пистоя, великое герцогство Тоскана — 1808 год, Пиза, Французская империя) — итальянский композитор.

## Биография
Филиппо Мария Герардески родился в 1738 году в Пистойе, в великом герцогстве Тоскана. Он происходил из рода потомственных музыкантов. Начальное музыкальное образование получил в родном городе у маэстро Бозамелли, капельмейстера кафедрального собора. В 1756 году переехал в Болонью, где завершил обучение под руководством падре Джованни Баттисты Мартини. В 1761 году получил звание академика, став членом престижной Академии Филармоника в Болонье.
В том же году получил место органиста в кафедральном соборе Ливорно. В 1763 году он стал капельмейстером в кафедральном соборе Вольтерры, но в том же году перешёл на место органиста в кафедральном соборе Пизы.
В это время Филиппо Мария Герардески сочинил первую оперу «Влюблённый ремесленник» (итал. L'amore artigiano) на либретто Карло Гольдони, премьера которой состоялась в Театро-дель-Джильо в Лукке в 1763 году. Композитор, не оставляя работы в церкви, продолжил сочинять оперы, которые ставились на сцене театра Константи в Пизе. Им были написаны оперы в 1764 году «Любопытство наказуемо» (итал. Il curioso indiscreto), в 1765 году «Мечтатели» (итал. I visionari), в 1766 году «Графинька» (итал. La contessina). Некоторое время служил капельмейстером в кафедральном соборе Пистойи. В 1766 году получил место капельмейстера в Пизе в церкви при монастыре рыцарей святого Стефана.
В 1768 году Филиппо Мария Герардески был приглашён ко двору Пьетро Леопольдо, великого герцога Тосканы. Ему было доверено музыкальное образование детей великого герцога. С педагогической деятельностью музыкант совмещал деятельность концертную. В 1767 году на сцене театра Сан-Мойзе в Венеции состоялась премьера его новой оперы «Счастливая хитрость» (итал. L'astuzia felice), а следом в 1796 году на сцене театра Константи в Пизе оперы «Горбуны» (итал. I gobbi) и «Критическая ночь» (итал. La notte critica).
С 1790 года состоял на службе при дворе Фердинандо III, великого герцога Тосканы. В 1801 году стал придворным музыкантом Лодовико I Бурбон-Пармского, короля Этрурии, на смерть которого в 1803 году сочинил «Реквием» (итал. Messa da requiem), ставший одним из самых значительных произведений композитора.
Филиппо Мария Герардески умер в 1808 году в Пизе, входившей в то время в состав Французской империи.

## Творческое наследие
Большой поклонник Иоганна Себастьяна Баха, Филиппо Мария Герардески сочинял, главным образом, духовную музыку. Он написал по меньшей мере 26 месс, гимнов, псалмов и других церковных музыкальных произведений. Его оперное наследие составляет семь работ, поставленных ещё при жизни автора, по большей части в театрах Тосканы.